# Anahid Tasgian
Anahid Tasgian (Torino, 5 febbraio 1951) è un'ex sciatrice alpina italiana.

## Biografia
Sciatrice polivalente, in Coppa del Mondo Anahid Tasgian debuttò il 12 dicembre 1969 a Val-d'Isère in slalom speciale (39ª) e ottenne il miglior risultato il 18 dicembre 1971 a Sestriere nella medesima specialità (27ª); alla VII Universiade invernale di Lake Placid 1972, suo congedo agonistico, vinse la medaglia d'oro nello slalom speciale e quella d'argento nella combinata: si trattò della prima medaglia d'oro vinta da un atleta italiano in tale manifestazione. Non prese parte a rassegne olimpiche o iridate.

## Palmarès

### Universiadi
- 2 medaglie[5]:
  - 1 oro (slalom speciale a Lake Placid 1972)
  - 1 argento (combinata a Lake Placid 1972)

### Campionati italiani
- 2 medaglie[6]:
  - 1 argento (combinata nel 1971)
  - 1 bronzo (discesa libera nel 1971)